# Babicos
Os Babicos foram um grupo indígena que habitou a atual região do município brasileiro de Itapetim, no estado de Pernambuco, até o século XVIII. Atualmente, sua população está extinta e quaisquer outras informações sobre este povo são escassas.